# Alto Cuito
Alto Cuito  é uma cidade e município angolano que se localiza na província de Moxico.
Existente anteriormente como a vila-comuna de Tempué do município de Luchazes, em 5 de setembro de 2024 foi elevada a condição de cidade e município da província de Moxico.
O município é constituído apenas pela comuna-sede.